# Greenwood (Luisiana)
Greenwood é uma cidade  localizada no estado americano de Luisiana, na Paróquia de Caddo.

## Demografia
Segundo o censo americano de 2000, a sua população era de 2458 habitantes.
Em 2006, foi estimada uma população de 2645, um aumento de 187 (7.6%).

## Geografia
De acordo com o United States Census Bureau tem uma área de
20,2 km², dos quais 20,2 km² cobertos por terra e 0,0 km² cobertos por água. Greenwood localiza-se a aproximadamente 76 m acima do nível do mar.

## Localidades na vizinhança
O diagrama seguinte representa as localidades num raio de 28 km ao redor de Greenwood.